# Kuberton
Kuberton (wł. Cuberton) – wieś w Chorwacji, w żupanii istryjskiej, w gminie Grožnjan. W 2011 roku liczyła 18 mieszkańców.